# 小行星8581
小行星8581（英語：8581 Johnen）是一颗围绕太阳公转的小行星。1996年12月28日，佐藤直人在秩父市发现了此天体。
这颗小行星的绝对星等为29.96607038577961等。